# 최상목 (1934년)
최상목(崔相穆, 1934년 ~ 2015년 8월 15일)은 대한민국의 기자, 언론인이다. 동아일보 기자, 편집위원 등을 역임했다. 경기도 시흥 출신

## 약력
- 경기도 시흥군 수암면 수암리 출신
- 1963년 9월 ~ : 동아일보사 입사
- 동아일보사 기자
- 동아일보 편집국 교열부 근무
- 1978년 동아일보 편집국 교열부 차장
- 1989년 4월 10일 동아일보 편집국 교열부장
- 1991년 4월 18일 동아일보 편집국 부국장대우 교열부장
- 1991년 9월 10일 ~ 1992년 12월 정부 외래어 공동 심의위원회 심의위원(겸임)
- 1991년 10월 1일 동아일보 편집국 편집위원
- 1992년 7월 31일 정년퇴임
- 공보처 정부간행물제작소 전문위원
- 2015년 8월 15일 서울 연세대학교 세브란스 병원에서 사망

## 수상 경력
- 1974년 4월 1일 동아일보사 창간 54주년 기념 근속표창(십년 근속)

## 가족 관계
- 사위 : 이우영, 연세대학교 교수
- 사위 : 주형기, 기업인, 한국전력공사 차장

## 같이 보기
- 동아일보